# Скакун отличный
Скакун отличный (лат. Cicindela soluta) — вид жужелиц подсемейства скакунов.

## Описание
Жук длиной 12—15 мм. Верхняя часть тела медного или бронзового цвета, надкрылья иногда зелёные, всегда с белыми перевязями. Основание надкрылий между щитком и плечевым бугорком с торчащими волосками (смотреть сбоку). Надкрылья параллельные, их эпиплевры металлические.

## Местообитания
Населяет лесостепи и степи.

## Подвиды
- Cicindela soluta pannonica Mandl, 1935
- Cicindela soluta soluta Dejean in Latreille & Dejean, 1822